# Lincoln (Iowa)
Lincoln és una població dels Estats Units a l'estat d'Iowa. Segons el cens del 2000 tenia 182 habitants.

## Demografia
Segons el cens del 2000, Lincoln tenia 182 habitants, 75 habitatges, i 51 famílies. La densitat de població era de 152,8 habitants/km².
Dels 75 habitatges en un 29,3% hi vivien nens de menys de 18 anys, en un 61,3% hi vivien parelles casades, en un 6,7% dones solteres, i en un 30,7% no eren unitats familiars. En el 28% dels habitatges hi vivien persones soles el 18,7% de les quals corresponia a persones de 65 anys o més que vivien soles. El nombre mitjà de persones vivint en cada habitatge era de 2,43 i el nombre mitjà de persones que vivien en cada família era de 2,92.
Per edats la població es repartia de la següent manera: un 25,8% tenia menys de 18 anys, un 6% entre 18 i 24, un 26,4% entre 25 i 44, un 19,2% de 45 a 60 i un 22,5% 65 anys o més.
L'edat mediana era de 40 anys. Per cada 100 dones de 18 o més anys hi havia 95,7 homes.
La renda mediana per habitatge era de 33.750 $ i la renda mediana per família de 39.750 $. Els homes tenien una renda mediana de 28.250 $ mentre que les dones 22.000 $. La renda per capita de la població era de 14.313 $. Entorn del 13,7% de les famílies i el 15,5% de la població estaven per davall del llindar de pobresa.

## Poblacions més properes
El següent diagrama mostra les poblacions més properes.